# Helene Schjerfbeck
Helene Schjerfbeck (: /he.lɛːn ʃærv.bek/), née Helena Sofia Schjerfbeck  le 10 juillet 1862 à Helsinki et morte le 23 janvier 1946 à Saltsjöbaden, est une peintre finlandaise,.

## Biographie
Enfant prodige, Helene Schjerfbeck entre à onze ans à l'école de dessin de l'association des arts d'Helsinki dont les cours lui sont payés par Adolf von Becker qui décèle son talent. Elle y fait la connaissance d'Helena Westermarck.
Le 2 février 1876, le père d'Helene Schjerfbeck meurt de la tuberculose et sa mère prend des pensionnaires pour assurer la subsistance de la famille. Un an après, elle sort diplômée de l'école de dessin de l'association des arts.
Elle poursuit ses études dans l’école privée d'Adolf von Becker. Le professeur G. Asp lui paye les frais d'études et Adolf von Becker lui enseigne personnellement les techniques françaises de peinture à l'huile.
En 1879, Helene Schjerfbeck gagne le troisième prix d'un concours organisé par l'Association des arts de Finlande.
Fin 1880, grâce à une bourse, elle poursuit sa formation académique à Paris, dans les rares ateliers libres ouverts aux femmes, elle peint avec Helena Westermarck, puis elle suit les enseignements de Léon Bonnat à l'école de Mme Trélat de Vigny. En 1881, elle étudie à l'Académie Colarossi à nouveau avec Helena Westermarck.
En 1882 et 1884, elle expose à Paris au Salon des artistes français.
Obtenant une autre bourse, elle passe quelques mois à Meudon et quelques autres à Concarneau. Elle repasse brièvement à l'Académie Colarossi avant de retourner au manoir de la famille Adlercreutz en Finlande et elle voyage dans ce pays pour peindre et étudier.
En 1884, elle revient avec Helena Westermarck à l'Académie Colarossi pour y travailler.
En 1887, elle se rend à St Ives dans les Cornouailles. Elle y peint Le Convalescent qui gagne la médaille de bronze de l'Exposition universelle de Paris de 1889.
Elle opte alors pour un naturalisme que sert une grande virtuosité technique lui valant de précoces succès. Cette période est marquée par de nombreux voyages : Bretagne, Angleterre, Russie et Italie.
Dans les années 1890, Helene Schjerfbeck enseigne régulièrement à l'école de dessin de l'association des arts. Hilda Flodin, une de ses élèves, se souviendra particulièrement d'elle. En 1901, d'une santé fragile depuis son enfance, Schjerfbeck devient trop malade pour enseigner et elle abandonne son poste en 1902. Elle s'installe alors à Hyvinkää, à une cinquantaine de kilomètres d'Helsinki  dont elle a été absente durant quinze ans, pour y prendre soin de sa mère. À la fin du XIXe siècle, dans une Finlande luttant pour l'indépendance, son refus du romantisme national — dont Akseli Gallen-Kallela a pris la tête — la marginalise. C'est dans cet isolement voulu qu'elle élabore son propre langage, épurant son écriture sur la base du réalisme auquel elle reste fidèle. Cette ascèse picturale s'appuie sur une attention à son environnement, peignant son entourage, les ouvrières de l'usine locale ou plus tard les infirmières du sanatorium, des paysages et des natures mortes intimes qui sont comme autant de méditations faisant échos aux autoportraits où, à la fin de sa vie, elle traque les progrès de l'âge, de la maladie et l'approche de la mort.
Elle meurt au sanatorium de Saltsjöbaden en Suède, pays où elle s'était réfugiée lors de la guerre de Continuation, second conflit armé opposant la Finlande et l'URSS.

### Famille
Helene Schjerfbeck est la sœur de l'architecte Magnus Schjerfbeck (1860-1933).

## Œuvres
Helene Schjerfbeck a peint de nombreuses œuvres dont une grande partie est conservée à Helsinki à la Galerie nationale de Finlande.
- Linge à sécher, 1883[réf. nécessaire].
- Funérailles à Pont-Aven, 1884[réf. nécessaire].
- La Porte (vue intérieure de la chapelle de Nizon), 1884[réf. nécessaire].
- Jeune bigoudène, 1884[réf. nécessaire].

Œuvres d'Helene Schjerfbeck
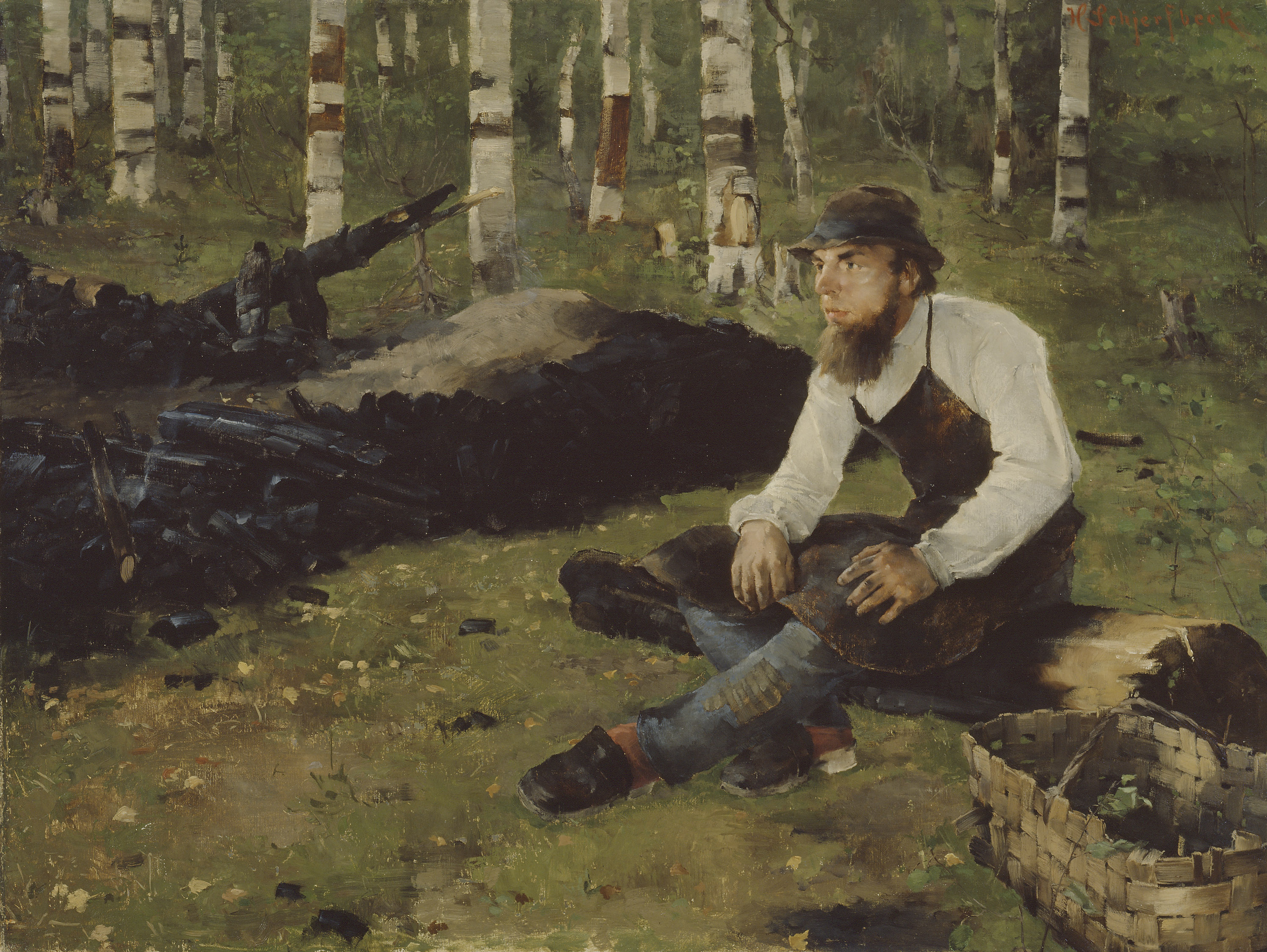
Le Brûleur de charbon, 1882, musée des Beaux-Arts de Helsinki.
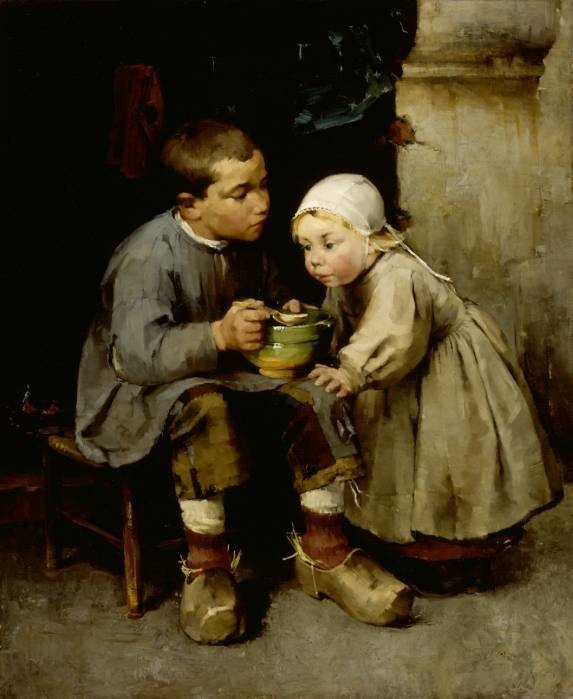
Garçon nourrissant sa petite sœur, 1883, Helsinki, Galerie nationale de Finlande.
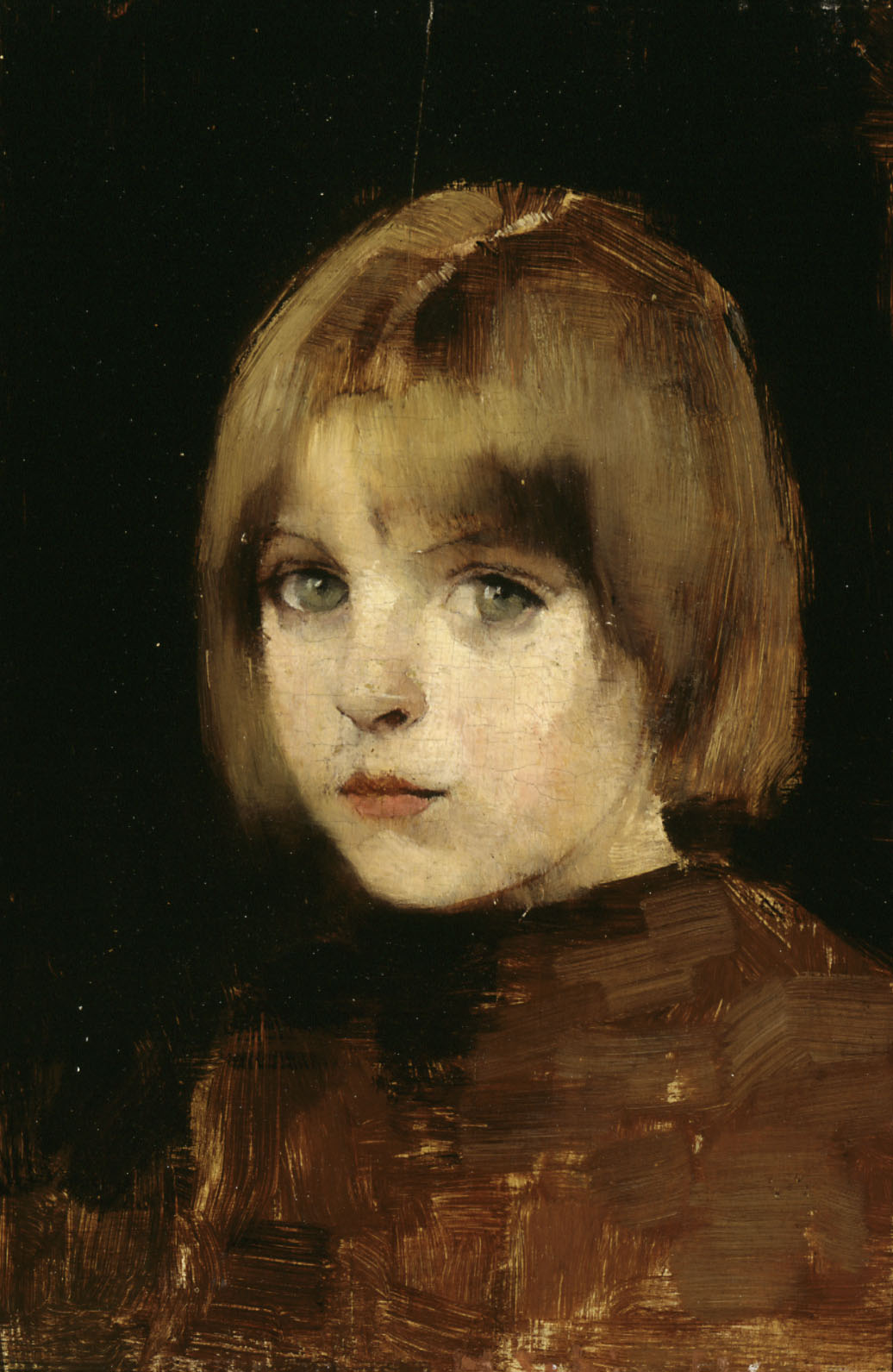
Portrait d'une jeune fille, 1886, Helsinki, Galerie nationale de Finlande.
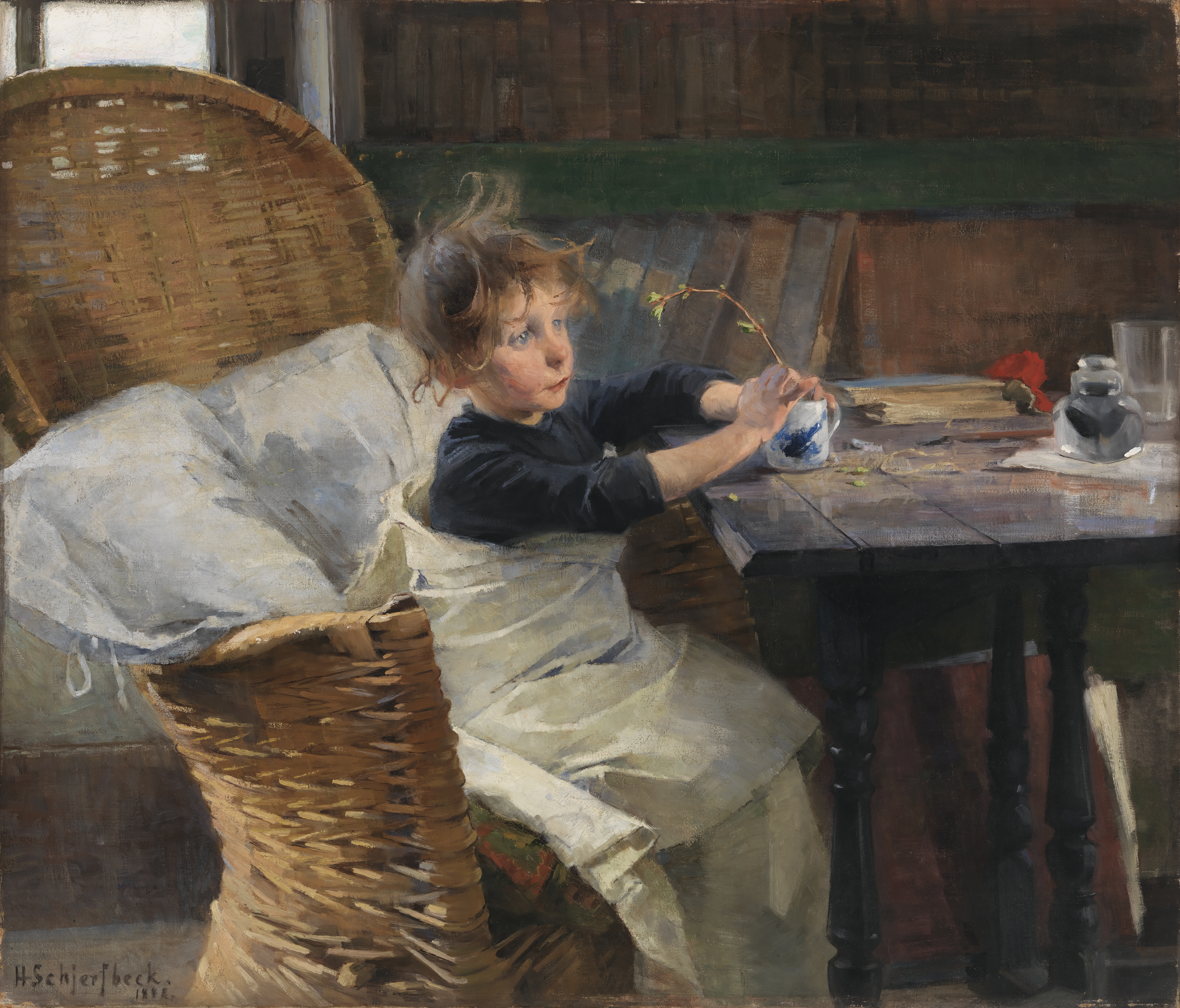
La convalescente, 1888, Helsinki, Galerie nationale de Finlande.
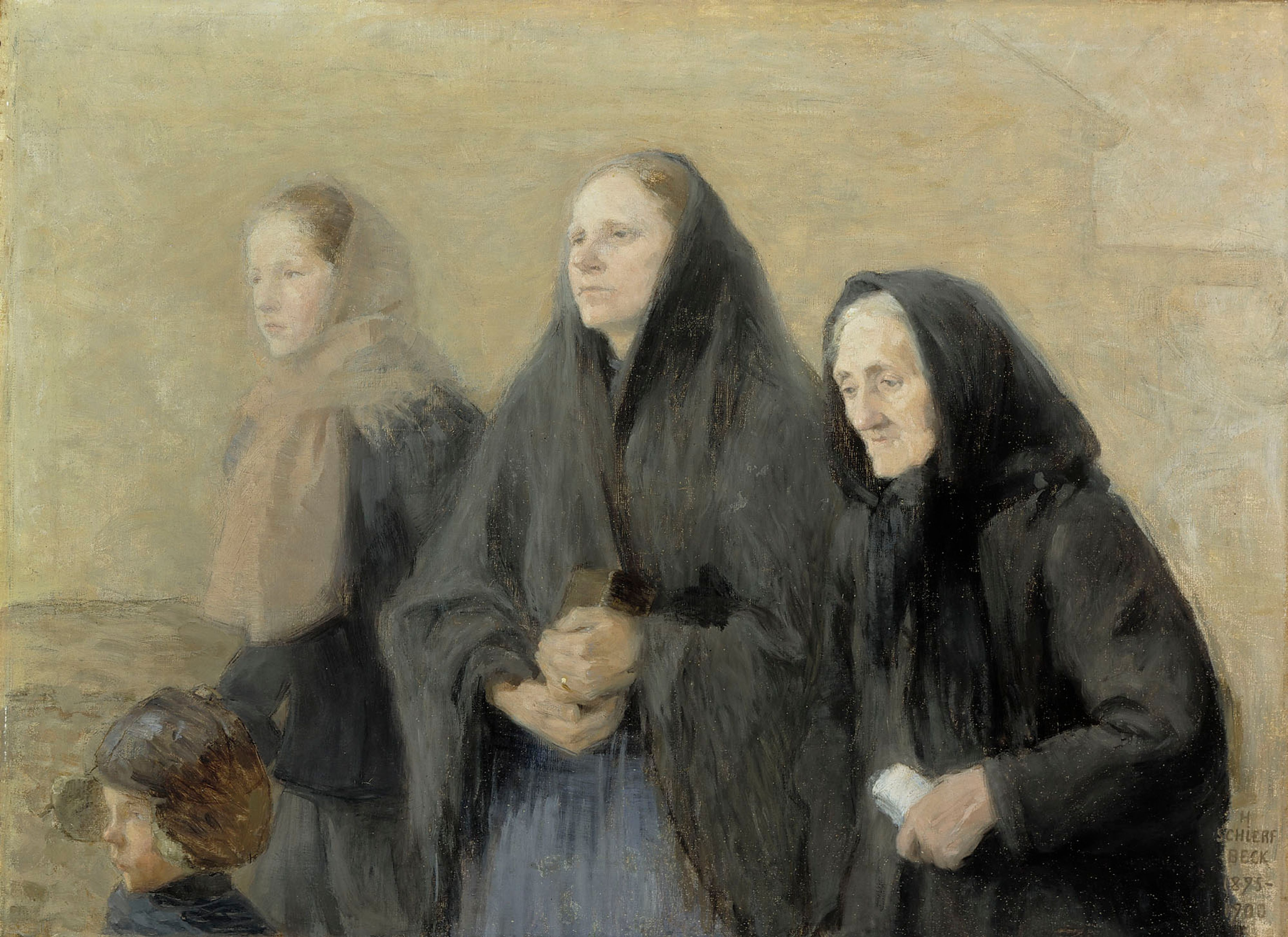
Sur le chemin de l'église, 1900, Helsinki, Galerie nationale de Finlande.
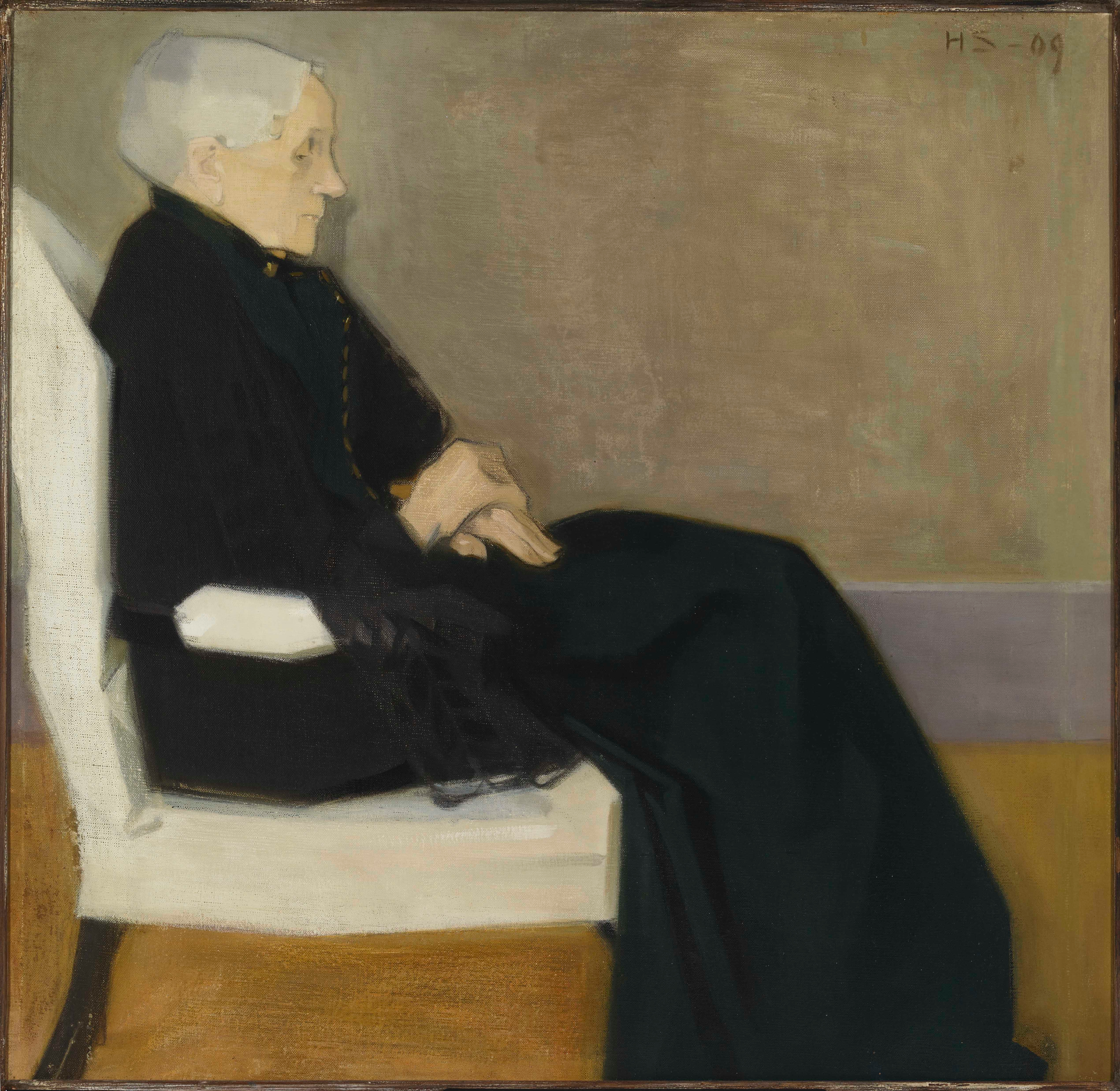
Ma Mère, 1909, collection particulière.
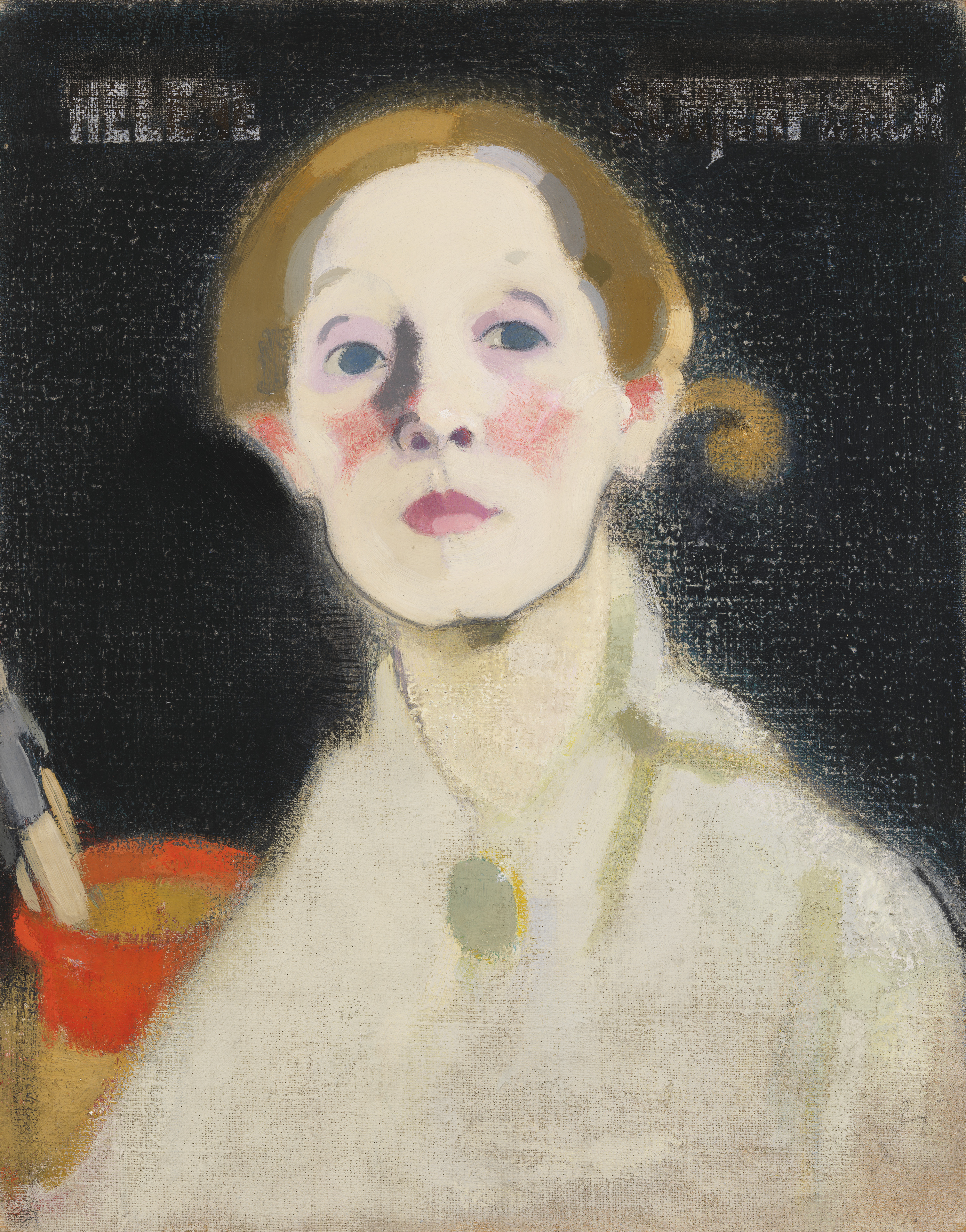
Autoportrait sur fond noir, 1915, Helsinki, Galerie nationale de Finlande.

## Exposition
- Paris, musée d'Art moderne de la ville de Paris[1], du 20 octobre 2007 au 13 janvier 2008.